# Agrotis poliochroa
Agrotis poliochroa là một loài bướm đêm trong họ Noctuidae.